# Hopfwinkel
Hopfwinkel war ein Wohnplatz im Ortsteil Wiesenhagen der Stadt Trebbin im Landkreis Teltow-Fläming in Brandenburg.

## Geschichte
Im Jahr 1719 war auf dem Amtsgebiet Trebbins ein Teerofen angelegt worden, der 1721 bereits gesprungen war. Offenbar wurde er wieder instand gesetzt, aber 1731 bereits aus Mangel an Kien aufgegeben. 1744 wurde er nicht mehr erwähnt.
Im Jahr 1778/1786 erschien im Schmettauschen Kartenwerk eine Alte Pechhütte. Sie wurde 1801 als Etablissement eines Büdners „unweit Neuendorf bei Trebbin“ erneut genannt und bestand aus einer Feuerstelle (=Haushalt). Aus den Jahren 1840 und 1858 war der Wohnplatz erneut benannt, im letztgenannten Jahr lebten dort vier Personen. 1861 erschien erstmals der Name Etablissement Hopfwinkel. Es bestand zu dieser Zeit aus einem Wohn- und drei Wirtschaftsgebäuden.